# Sofia Milos
Sofia Milos (ur. 27 września 1969 w Zurychu) – amerykańska aktorka.
Jej matka była Greczynką, ojciec zaś − Włochem. Milos znana jest z postaci detektyw Yeline Salas w serialu CSI: Kryminalne zagadki Miami, w którym gra owdowiałą bratową Horatio Caine.

## Filmografia
- Out of Control (1992) jako Kristin
- Cafe Americain (1993–1994) jako Fabiana Borelli
- Przyjaciele (1994, sezon 1 odcinek 6) (gościnnie jako Aurora)
- Platypus Man (1995) jako Stella (gościnnie)
- Shadow-Ops (1995) jako Matya
- Szaleję za tobą (Mad About You, 1996) jako Sarah (gościnnie)
- Karolina w mieście (Caroline in the City, 1997–1998) jako Julia Karinsky
- Mafia! (Jane Austen's Mafia!, 1998) jako młoda Sophia
- The Secret Lives of Men (1998) jako Maria
- Ostatnie życzenie taty (Svitati, 1999) jako kobieta na lotnisku
- Rodzina Soprano (The Sopranos, 2000) jako Annalisa Zucca
- Zalotnik w akcji (The Ladies Man, 2000) jako Cheryl
- Podwójny chwyt (Double Bang, 2001) jako Carmela Krailes
- Złodziejski duet (Thieves, 2001) jako Paulie
- Zakon (The Order, 2001) jako podporucznik Dalia Barr
- Lo zio d'America (2002) jako Barbara Steel
- Passionada (2002) jako Celia Amonte
- The Cross (2002) jako szefowa
- CSI: Kryminalne zagadki Miami (CSI: Miami, 2003–2009) jako detektyw Yelina Salas
- Family Jewels (2003) jako Sarah Putanesca
- Part Time (2004)
- Desire (2006) jako Victoria Marston
- The Border (2008–2009) jako agentka specjalna Bianca LeGarda